# Tommaso Lequio di Assaba
Tommaso Lequio di Assaba (21. prosince 1893 – 17. prosince 1965) byl italský jezdec na koni, který soutěžil v jezdectví na olympijských hrách 1920, 1924 a 1928. Získal tři medaile, zlatou, stříbrnou a bronzovou.